# Skydive Dubai-Al Ahli Pro Cycling Team
Skydive Dubai Pro Cycling Team-Al Ahli Club is een wielerploeg uit de Verenigde Arabische Emiraten. De ploeg bestaat sinds 2014. Skydive Dubai komt uit in de continentale circuits van de UCI. De manager is Abdulrhman Alaamri. Voor mei 2015 heette de ploeg simpelweg Skydive Dubai Pro Cycling Team.

## Seizoen 2014

### Renners
| Naam                      | Geboortedatum | Nationaliteit                | Ploeg 2013                                            |
| ------------------------- | ------------- | ---------------------------- | ----------------------------------------------------- |
| Mohammed Al Marwi         | 13-09-1988    | Verenigde Arabische Emiraten |                                                       |
| Marwan Al Rum             | 15-10-1990    | Verenigde Arabische Emiraten |                                                       |
| Khalid Ibrahim Albalooshi | 12-11-1995    | Verenigde Arabische Emiraten |                                                       |
| Nawaf Albalooshi          | 28-05-1993    | Verenigde Arabische Emiraten |                                                       |
| Marwan Ali                | 14-09-1979    | Verenigde Arabische Emiraten |                                                       |
| Suhail Alsabbagh          | 11-12-1995    | Verenigde Arabische Emiraten |                                                       |
| Rafaâ Chtioui             | 26-01-1986    | Tunesië                      |                                                       |
| Soufiane Haddi            | 02-02-1991    | Marokko                      |                                                       |
| Lucas Haedo               | 18-04-1983    | Argentinië                   | Cannondale                                            |
| Maher Hasnaoui            | 22-09-1989    | Tunesië                      |                                                       |
| Adil Jelloul              | 14-07-1982    | Marokko                      |                                                       |
| Francisco Mancebo         | 09-03-1976    | Spanje                       | 5-Hour Energy                                         |
| Tariq Obaid               | 01-04-1984    | Verenigde Arabische Emiraten |                                                       |
| Alexandr Pljoesjin        | 13-01-1987    | Moldavië                     | IAM Cycling                                           |
| Óscar Pujol               | 16-10-1983    | Spanje                       | RTS-Santic (tot 30-3), Polygon Sweet Nice (vanaf 1-6) |

### Overwinningen
Nationale kampioenschappen
 Marokko, tijdrit: Soufiane Haddi
 Marokko, wegrit: Adil Jelloul
Tunesië, wegrit: Rafaâ Chtioui
Ronde van Thailand
1e etappe: Lucas Haedo
Ploegenklassement
Melaka Chief Minister's Cup
Winnaar: Alexandr Pljoesjin
Ronde van Kumano
2e etappe: Francisco Mancebo
Eindklassement: Francisco Mancebo
Bergklassement: Óscar Pujol
Ronde van Singkarak
5e etappe: Óscar Pujol
8e etappe: Soufiane Haddi
Ronde van Sharjah
1e etappe: Alexandr Pljoesjin
2e etappe: Soufiane Haddi
3e etappe: Alexandr Pljoesjin
Eindklassement: Alexandr Pljoesjin
Puntenklassement: Alexandr Pljoesjin
Bergklassement: Soufiane Haddi
Ploegenklassement
Jelajah Malaysia
1e etappe: Rafaâ Chtioui
Eindklassement: Rafaâ Chtioui
Ploegenklassement